# Siegfried Dehn

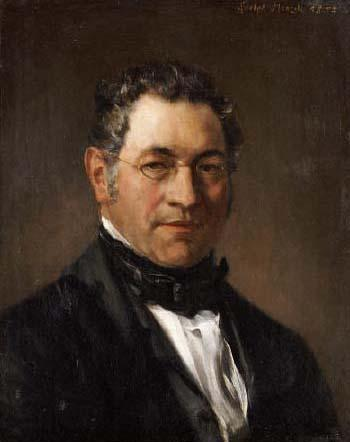
Siegfried Dehn.

Siegfried Wilhelm Dehn, född den 24 februari 1799, död den 12 april 1858, var en tysk musikteoretiker.
Dehn studerade till en början rättsvetenskapen och var någon tid anställd vid svenska beskickningen i Berlin, men ägnade sig från 1829 åt musiken. År 1842 blev han kustos för den musikaliska avdelningen av kungliga biblioteket i Berlin, och 1849 fick han professors titel. Han invaldes 1855 som utländsk ledamot av Kungliga Musikaliska Akademien. Dehn var en av nyare tidens lärdaste musikteoretiker; bland hans elever märks Michail Glinka, Anton Rubinstein, Friedrich Kiel, Peter Cornelius, Theodor Kullak, Karl Adolf Lorenz. Dessutom var Dehn en ytterst flitig samlare av äldre tonsättares verk. Bland annat utgav han en stor samling musikstycken från 1500- och 1600-talen (1837-1840) samt skrev Theoretisch-praktische Harmonielehre (1840, ny upplaga 1860) och Lehre vom Contrapunkt (utgiven av Bernhard Scholz 1859; ny upplaga 1883). Åren 1842-1848 redigerade han tidskriften Cäcilia.